# Presbiterianizmus

Presbiteriánus kereszt

A presbiterianizmus egy ága a református kereszténységnek. Főként református és "presbiteriánus" egyházaknak nevezik azokat a protestáns egyházakat, amelyek a 16. századi Svájcban kibontakozott reformációból származnak.
A presbiteriánus egyházak megnevezése a presbiteriánus egyházkormányzási formából ered, amiket a gyülekezetek képviselői, a presbiterek gyűlései kormányoznak. A református egyházakra általánosan ez a jellemző, de amikor nagy kezdőbetűvel írjuk, a Presbiteriánus azokat az egyházakat jelöli, amelyek az angolszász, illetve skót puritán mozgalomból indult református eszmeiséget a magukénak tekintik.

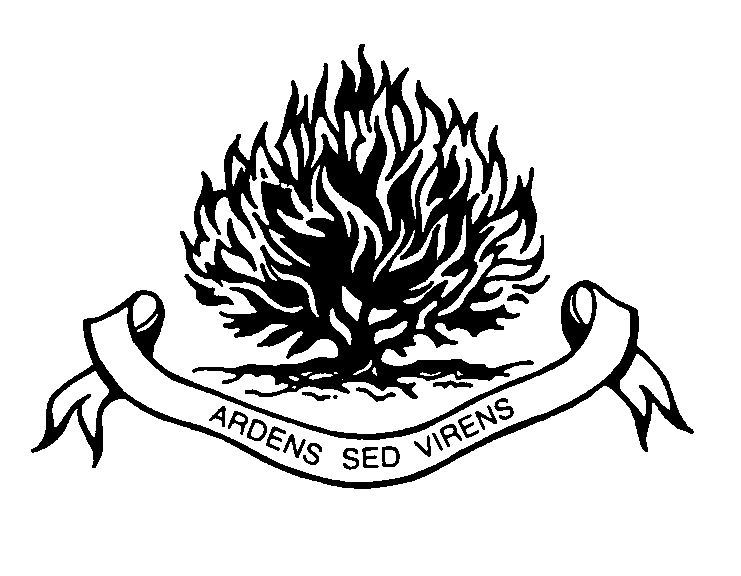
Az égő csipkebokor egy gyakran használt szimbóluma a presbiteriánus egyházaknak; a képen az Ír Presbiteriánus Egyház jelvénye. A latin felirat fordítása "égő, de élő", egyik alternatív verziója a mottónak, pl. hogy "égve, de mégsem megemésztve".

Korai szakaszában, szűkebb értelemben az angol-skót református egyházakat nevezték így. A Brit-szigeteken helyileg domináns anglikán egyház a római katolikus egyháztól ugyan függetlenedett, és be is vezetett bizonyos helyeselt reformokat, de pl. a püspöki berendezkedést is megtartotta. Az itt alakuló kálvinista egyháznak inkább a szervezeti struktúrája adta a megnevezését, mint csupán a “református” jelző. A presbiteriánusoknak a Westminsteri hitvallása több kérdésre és kifinomultabban kiterjedt, mint az európai kontinentális református egyházak hitvallásai, ezek adják a presbiteriánus specifikumokat, egy szűkebb meghatározást, de teljes összhangban vannak a többi református hitvallással, és tágabb értelemben világszerte elterjedt megnevezése a református kereszténységnek.

## Története

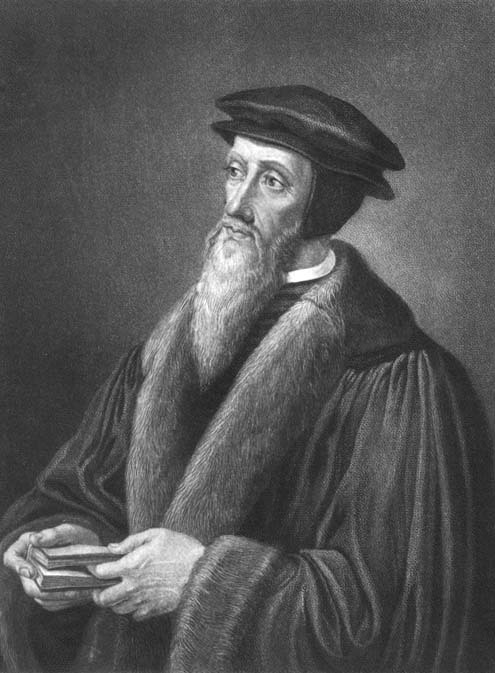
Kálvin János

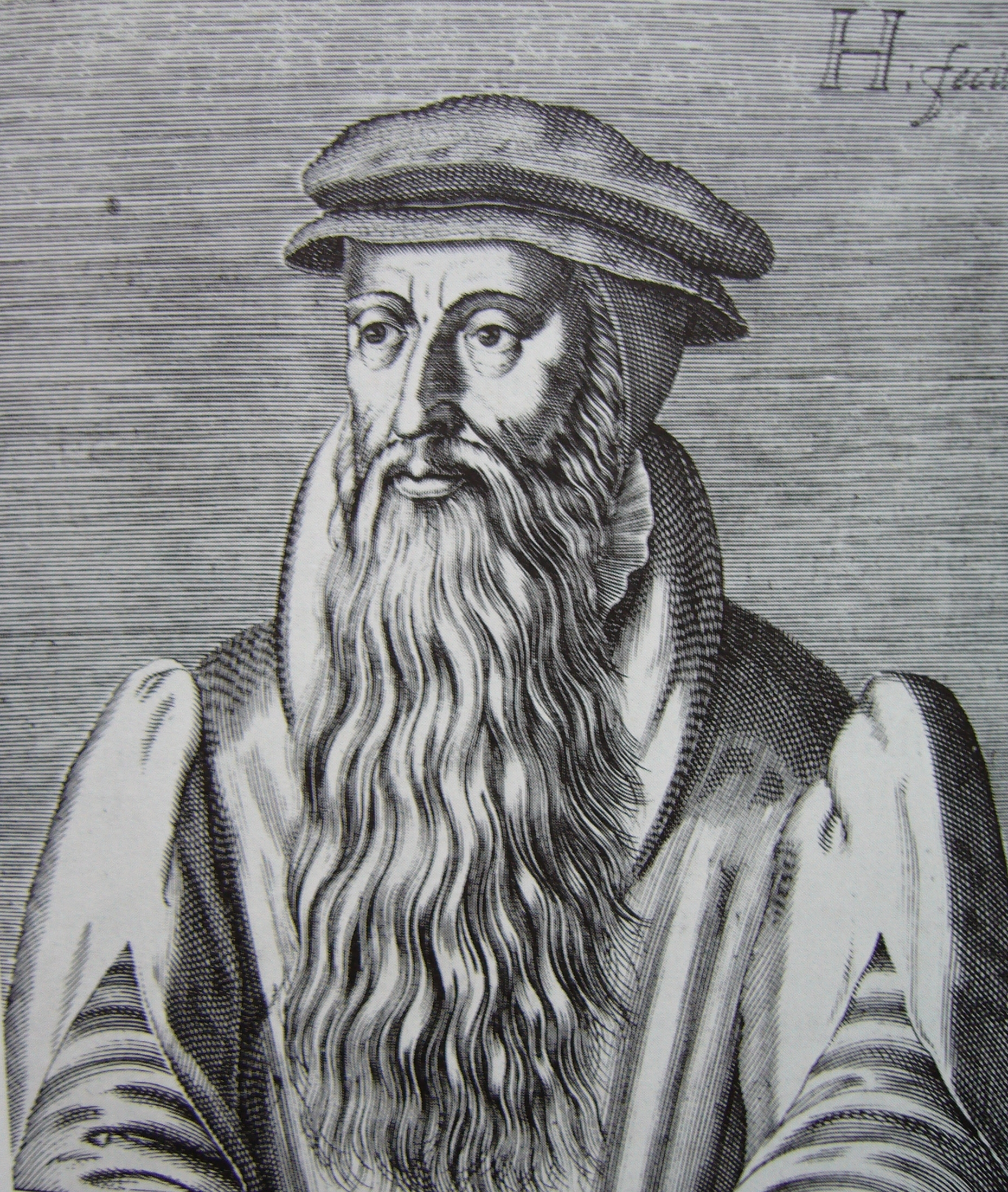
John Knox

A puritánok, a 16. századbeli protestáns reformáció hívei sikertelenül próbálták az Anglikán Egyházat belülről a presbiteriánus modellre megreformálni, a próbálkozásaikat felülről elfojtották. John Knox puritán úttörője volt a mozgalomnak. A katolikus I. Mária uralomra kerülése után az üldöztetés miatt Genfbe menekült, ahol megismerkedett Kálvin Jánossal, visszatérve pedig a skót parlament megbízta, hogy lelkésztársaival együtt dolgozza ki a református mintájú egyházi rendtartást, így a Brit-szigeteken először Skóciában alakult presbiteriánus egyház.
Az üldöztetések és a kivándorlás miatt hamar szétterjedt az egész Brit Nemzetközösségben. Presbiteriánusok alkották az Amerikába kivándorló telepesek jelentős részét, így az Amerikai Egyesült Államok történetében meghatározó szerepet töltöttek be, és a missziós munkái folytán szerte a világon elterjedt.

## Főbb jellemzők

### Egyházkormányzás
Kimondottan a presbiteriánus egyházkormányzás követői: az úgynevezett vének, azaz presbiterek szolgálatán és kormányzatán alapuló egyházrend és tanítás. Ez az egyházkormányzási forma már Kálvin genfi gyülekezetében megvalósult, és a református tanítások alapján ez az általánosan elfogadott egyházkormányzási forma. Egy kollegiális (munkatárs) elvű egyházkormányázást jelöl, ahol az elhívott és választott vezetők mind presbiterek, az újszövetségbeli presbyteroi szó után, ami vént, tanácsbeli vezető embert jelent.
A lelkipásztorok vagyis tanító presbiterek és a püspökök (episzkoposz) – ami felülvigyázókat jelent, és szinonima a kormányzó presbiterekre – együttesen alkotják a gyülekezet döntéshozó szervét, hierarchia nélkül. Presbiterek kormányozzák az egyházat a helyi gyülekezetben, magasabb szintű döntések esetében küldöttek gyűlése határoz, kezdve a regionális presbitériumoktól át a nemzeti presbitériumokig, ezeket a presbitériumi gyűléseket zsinatoknak is nevezik. Meggyőződésük alapján rendszerük közvetlenül az őskereszténységre vezethető vissza. 

### Tanítások
Teológiája református.
A presbiterianizmus történelmileg hitvalló jellegű, tehát a hitüket megfogalmazzák "hitvallásban", aminek a Szentírás után van bizonyos fokú tekintélye. A hitvalló egyházaknál a teológia nem csak az egyén ügye. Miközben mindenki bátorítva van a Biblia megértésére, és a jelenlegi tanításokat kihívhatja helytállóbb értelmezést mutatva, de a teológiájukat közösségileg tartják fent és élik meg. A teológia közösségi értése az, amit a hitvallások kifejeznek.
A Westminsteri Standard (Hitvallás és káté) írja le hitelveinek rendszerét, amely a más szélesebb körben elterjedt kálvinista hitvallások (pl. Helvét hitvallás, Heidelbergi káté) ismeretében megírt kiterjedtebb, korszakában utolsó történelmi református hitvallás.

## Régiók

### Brit-szigetek

#### Skócia
A skót John Knox (1505–1572) öt évet töltött Európában Kálvin János mellett tanulva, visszatérve pedig bátorította honfitársait az Egyház megreformálására. 1559-ben – I. Erzsébet uralomra jutását követően – John Knox visszatért Skóciába, ahol nekilátott a kálvini mintájú egyház szervezésének. Nagy hatású tanításai nem kímélték a katolikus egyházat, a nép sok helyütt összetörte és kidobálta a templomokból a bálványozott képeket és szobrokat. A reformáció mozgalma egyre inkább terjedt.
1560-ban a skót parlament elfogadta a Confessio Scotica szövegét, amely a református tanításokat tartalmazta a skótok számára. Lelkésztársaival Andrew Melville szervezte át az egyházat a presbiteriánus modell szerint. Később a skót parlament 1567-ben a presbiterianizmust nyilvánította igaz vallásnak, így a már létező Skócia Egyházában végig vitték a reformációt.
Később Canterbury érseke megpróbálta rájuk erőszakolni az Anglikán Közös Imádságok könyvének a használatát, de ez fegyveres lázadáshoz vezetett, így a presbiteriánus szövetségesek közel egy évtizedig kormányozták Skóciát, és katonailag is támogatták az angliai civil háborúban a parlamentáriusokat. A szövetségesek kezdeti támogatását élvező II. Károly a monarchia visszaállásával, 1660-ban visszaállította a püspöki rendszert. Az 1688-as Skót forradalom kivívta a presbiteriánus egyházkormányzás monarchia általi elismerését.

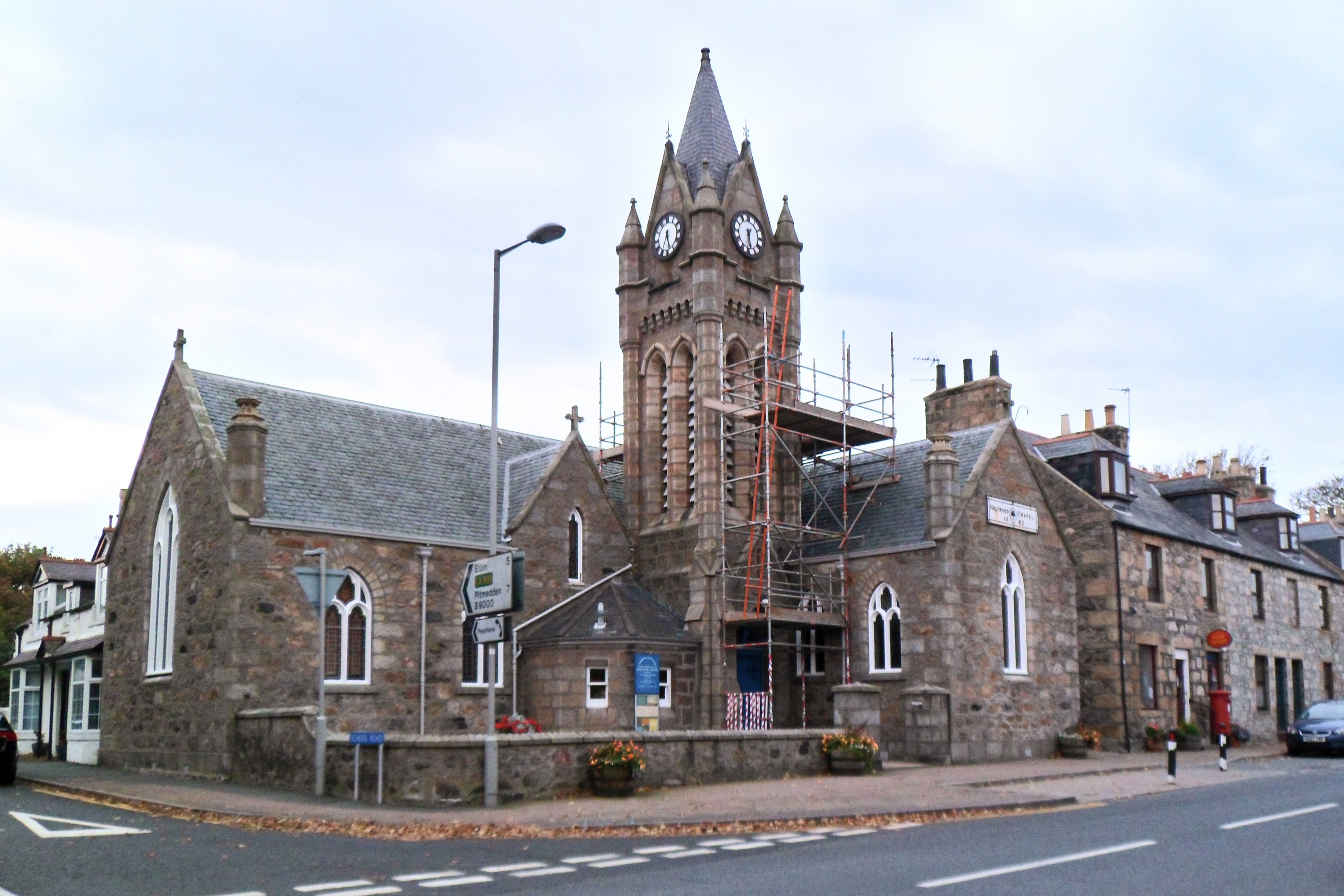
Presbiteriánus Church of Scotland egy temploma (Egyesült Királyság, Skócia, Aberdeenshire, Newburgh)

#### Anglia
Az angliai presbiteriánus gyülekezetek már 1592-től engedély nélkül léteztek. Thomas Cartwright volt az első, akinek meghurcolásával nagyobb angliai nyilvánosság elé került a presbiterianizmus ügye. A Cambridge-i Egyetem teológia professzoraként tanított. Puritán módra a liturgia reformjáról átvitte a hangsúlyt a gyakorlatibb teológiai és egyházkormányzási reform fontosságára. John Whitgift érsek ezért eltávolította hivatalából, és kivándorlásra is kényszerült.
Az angliai presbiterianizmus fénypontja a Westmisteri hitvallás megalkotása volt, amelyet nem csak a nevükben presbiteriánus egyházak használnak világszerte alap dokumentumként. Az angol parlament 1643-ban hívta össze a “tanult, kegyes és Istenben értelmeseket”, hogy tanácskozzanak a Westminsteri apátságban az Anglia Egyháza istentisztelete, doktrínái, kormányzása és az egyházfegyelme ügyében. Ezeken a gyűléseken 5 év alatt született meg a Westminsteri hitvallás, a nagy káté és kis káté. Később sokféle református és evangéliumi egyházak fogadták magukénak, a kálvinista baptisták nagy része ezt a dokumentumot adaptálja (szövetséges keresztségről szóló rész módosításával). 1645 és 1648 között a parlament egy sor rendelettel a református irányelvek szerint megreformálta Anglia Egyházát, így az presbiteriánus lett, viszont ez idő alatt nem lett kiterjesztve a teljes Angliára, a monarchia 1660-as visszaállásával pedig a püspöki egyházkormányzást is visszaállították, a presbiteriánusok pedig törvényen kívül kerültek.
Jelentős részük választotta az emigrációt, főként Amerikába, amire Angliában elfogadást nyertek, már elvékonyodott az angliai jelentőségük. Egy részük egyház szakadás során nyíltan elhagyta a református vonalat a belülről elterjedt unitárius tanítók hatására. Később 1972-ben az Egyházak Világtanácsa által képviselt ökumenikus mozgalom egy csúcspontjaként, az angol presbiteriánus egyházak egyesültek a kongregacionalista és egyéb kisebb protestáns gyülekezetekkel, sőt az Anglikán Egyházzal való szövetséget is felkínálták azzal az ajánlattal, hogy a püspökeiket zsinati moderátoraikként elfogadják, de ajánlatukat visszautasították. Az így született Egyesült Református Egyház (URC) után nem maradt Angliában név szerint presbiteriánus egyház.
Mára az angliai presbiteriánus megnevezésű egyházakat csak kisebb, nem rég alakult felekezetek alkotják, így pl. az 1970-es években Francis A. Schaeffer által plántált Nemzetközi Presbiteriánus Egyház, vagy az 1980-ban alakult Angliai és Walesi Evangéliumi Presbiteriánus Egyház.

#### Észak-Írország
Írországba főként a Skótok által jutott el a presbiterianizmus. A skót presbiteriánusok IV. Jakab skót király parancsára emigráltak, kb. 100 000-en kerültek így Észak-Írországba 1607 és az 1690-es boyne-i csata között. Ulsterben, 1642-ben a presbiteriánusok, a római katolikusokkal együtt a büntető törvény diszkriminációja alatt voltak egészen a 19. századig. Észak-Írországban máig a legnagyobb protestáns közösség, egész Írországban pedig a második az Anglikán Egyház után.

#### Wales
Wales-ben a presbiterianizmust a Wales-i Presbiteriánus Egyház képviseli, amely eredetileg nagyjából kálvinista metodistákból állt, akik végül csak a református teológiát tartották fenn, a metodista Wesley-féle arminianizmus helyett. 1811-ben váltak ki az Anglikán Egyházból.

### Észak-Amerika

#### Amerikai Egyesült Államok
A presbiterianizmus angliai elnyomásától a modern korig az Egyesült Államok az egyike azoknak az országoknak, ahol legjelentősebb a jelenléte. Az Amerikai kolóniába hivatalosan először 1644-ben érkezett meg a presbiterianizmus, New York-ban, a Krisztus Első Hempstead-i Presbiteriánus gyülekezet megalakulásával, az újonnan alakuló gyülekezetek presbitériumokat alakítva létrehozták az Egyesült Államok Presbiteriánus Egyházát, amellyel több addig különálló presbiteriánus egyház csatlakozott 1789-ben. Az ország legnagyobb presbiteriánus felekezete a Presbyterian Church (U.S.A.) – PC (USA) – vissza tudja vezetni az eredetét az eredeti PCUSA-ra, úgy szintén a konzervatív nagyobb felekezetek, mint pl. a Presbyterian Church in America (PCA), az Orthodox Presbyterian Church (OPC), és a Bible Presbyterian Church (BPC).

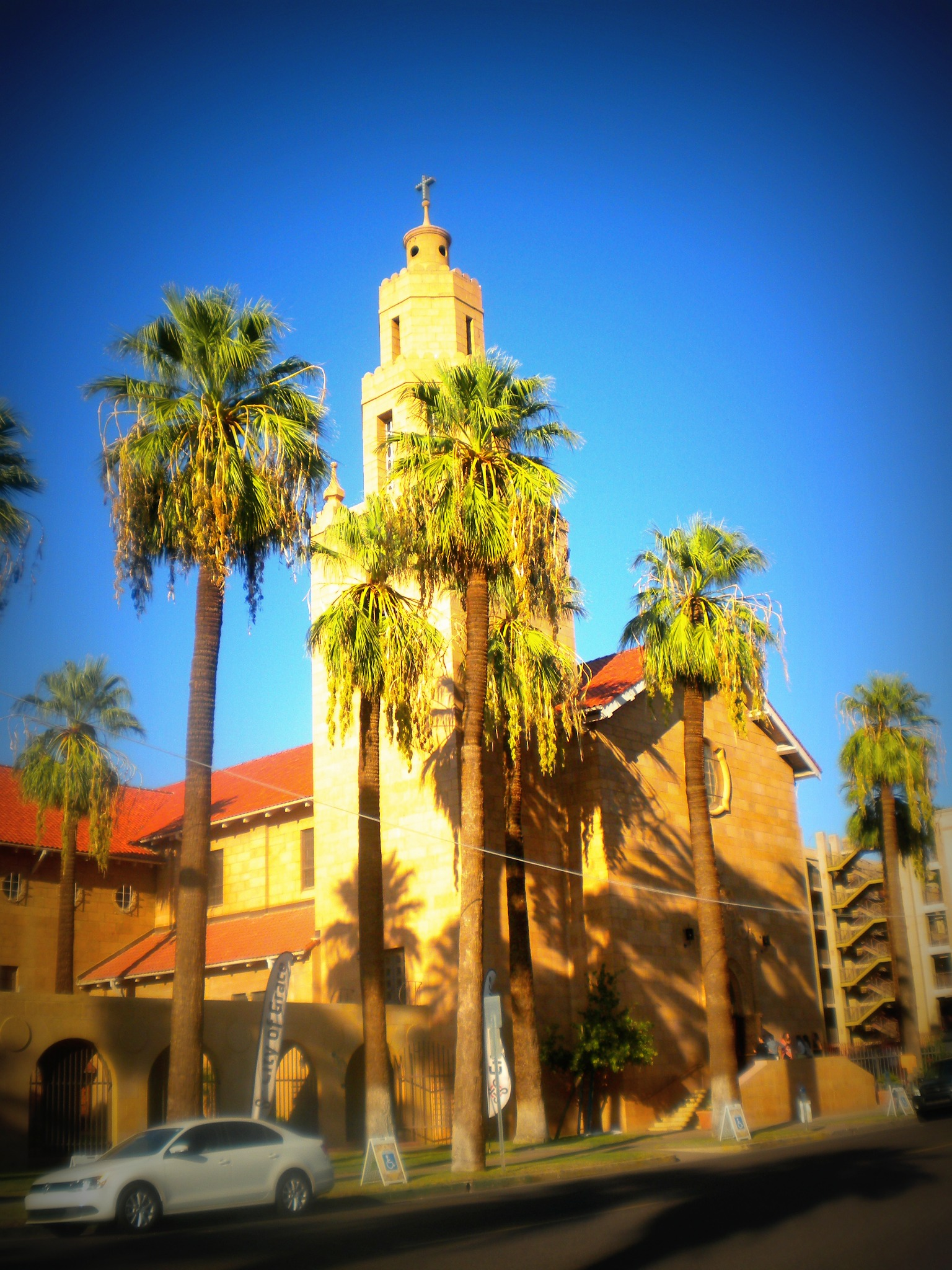
First Presbyterian Church, Phoenix, Arizona-ban

A PC (USA) tagsága hasonlóan más fővonalbeli (népegyházi) protestáns felekezetekhez, jelentősen megcsappant, némely becslések szerint közel felére csökkent az elmúlt 40 évben.
A modern evangelikalizmus presbiteriánus befolyásra vezethető vissza, különösen a Princeton-i presbiteriánus teológiára, Balmer szerint:
“Az evangelikalizmus maga, úgy hiszem egy Észak-Amerikai jelenség, ami a pietista kegyesség és a presbiterianizmus, puritanizmus különböző ágazatainak az összefolyása. Felvette ezeknek a különleges jellemzőit: úgy a melegszívű pietizmusnak, mint a tanításbeli precizitását a presbiteriánusoknak és a puritánok individualista önvizsgáló szemléletét. Észak-amerikai kontextusban nagyban befolyással bírt az evangelikalizmus különböző megnyilvánulási formái között, mint például a pünkösdi mozgalomban, a szentség mozgalmakban, és az afroamerikai, illetve hispán evangelikalizmusban.”
Ugyancsak a Princeton-i teológiához köthető a konzervatív és liberális törés vonal keletkezése, válaszul az egyre nagyobb eltérésére a történelmi református hitvallásoktól. Ide vezethető vissza a liberális vonalat követő PC (USA) mellett felsorolt kisebb, de növekvő tagságú PCA és az OPC létrejötte, amelyek a hitvalló (konzervatív) fővonalat képviselik.
A késő 1800-as években presbiteriánus misszionáriusoknak köszönhetően meghonosodott a ma Új-Mexikónak nevezett területen. Ez alternatívát jelentett a katolicizmus mellett, amit a spanyol hódítók hoztak a vidékre. Ez a terület egy “mini” reformáción ment át, sokan áttértek a presbiteriánus hitre, ami heves üldöztetést váltott ki. Többször a presbiteriánus hitre térők elhagyták településeiket, hogy a közelben létre hozhassák saját településeiket, ahol szabadon gyakorolhatták a hitüket. Az Egyesült Államok ide érkezése arra késztette a Római Katolikus Egyházat, hogy modernizálódásra tegyen erőfeszítéseket, a rekatolizáció hatására sokan vissza is tértek, de még továbbra is jelen van a presbiterianizmus a régióban.

#### Kanada
Kanadában a legnagyobb protestáns felekezet a presbiteriánus, amely 1875-ben alakult négy regionális csoport egyesülésével. 1925-ben nagy részük összeolvadt az Egyesült Kanadai Egyházzal. Az egyesülést nem támogató jelentős kisebbség viszont továbbra is presbiteriánusként maradt meg. Az Egyesült Államokbeli konzervatív PCA is jelen van Kanadában.

### Latin Amerika

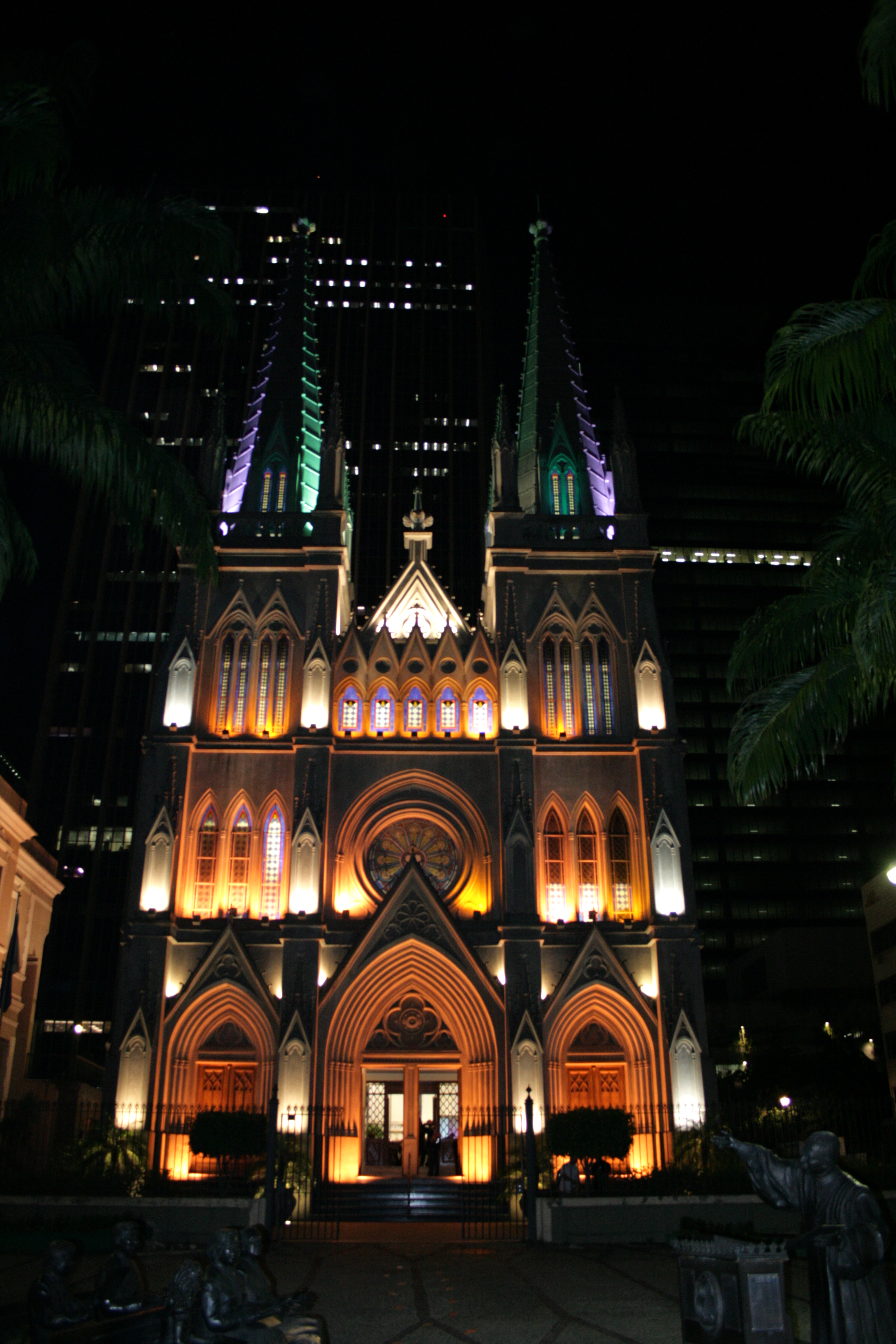
Rio de Janeiro presbiteriánus katedrálisa, Brazil

A 19. században terjedt el a kontinensen a presbiterianizmus.

#### Mexikó
A legnagyobb presbiteriánus egyháza a Mexikói Nemzeti Presbiteriánus Egyház, amely két és fél millió tagot számlál, 3000 gyülekezettel, de több kisebb, nagyobb múlttal rendelkező presbiteriánus egyház is jelen van.

#### Brazília
Brazíliában a Brazil Presbiteriánus Egyház kb. 1 millió tagot számlál, és a kisebb presbiteriánus egyházak összesen körülbelül 350 000-et.

#### Egyéb latin amerikai országok
Presbiteriánus egyházak jelen vannak Peruban, Bolíviában, Kubában, Trinidad és Tobagóban, Venezuelában, Kolumbiában, Chilében, Costa Ricában, Nicaraguában, Argentínában, de máshol is kisebb létszámban. A Belizei Presbiteriánus Egyháznak 14 gyülekezete, illetve gyülekezet kezdeménye van, és 2004-ben alapított szemináriuma.

### Afrika
A presbiterianizmus a 19. században érkezett Afrikába skót missziós munka során. Az egyház alaposan megnőtt, mostanra erős, illetve erősödő jelenléte van Afrika legkevesebb 23 országában.

#### Kenya
A kenyai központú Kelet-Afrikai Presbiteriánus Egyháznak 4 millió tagja van.

### Ázsia

#### Észak-Korea
Phenjan az amerikai misszionáriusok regionális központja volt az 1895 és 1942 között ott élők számára. A misszió itt örvendett a legnagyobb sikernek, itt élt a legnagyobb keresztyén közösség, és az Ázsiai Presbiteriánus Egyháznak itt volt a központja. Korea királyától 1884-ben kaptak hivatalos engedélyt missziós tevékenység folytatására. A századfordulóra Amerikai, Kanadai és Ausztrál presbiteriánusok és metodisták nyitottak missziókat a déli Pusan folyótól az északi Yalu folyóig. Az amerikai presbiteriánusok által nyitott Pyongyang-i misszióhoz csatlakoztak a protestáns felekezetek, nemzetiségtől függetlenül. Az ő munkájuk által Pyonyang és az övezete erős keresztyén mag lett, elosztó városa lett az ázsiai misszióknak, beleértve Kínát is. A várost, az ott fellendülő keresztyénség miatt a misszionárius közösségekben Kelet Jeruzsálemjeként emlegették.
Kim Ir Szen apja, Kim Hyong Jik presbiteriánus volt, missziós munkában is részt vett, az ottani keresztyén kollégium diákja volt. Apja korai halála után ismerkedett meg fia a marxista ideológiával és vált ateistává, illetve a kommunista ország alapítójává. A presbiteriánus misszionárius lakások, egyházi rendezvényei ott voltak tartva, ahol ma a kommunista rezsim főtere található, a Kim Il Sung tér, ami az ott tartott gyakori katonai párádékról közismert. Ma a világ legbrutálisabb keresztyénüldözése folyik Észak-Koreában, misszionáriusok nem járhatnak be, vannak jóváhagyott kirakategyházak, de valójában a keresztyén élet földalatti jellegű.

#### Dél-Korea
A presbiteriánus egyházak a legnagyobb és messze a legbefolyásosabb protestáns felekezetek Dél-Koreában, közel 20 000 gyülekezete van a két legnagyobb presbiteriánus felekezetnek. 15 millió protestáns él itt, ebből 9 millió presbiteriánus. Közel száz presbiteriánus felekezete van Dél-Koreának.
A legtöbb felekezetnek ugyanaz a neve Koreaiul 대한예수교장로회 (szó szerint azt jelenti, hogy Korea Presbiteriánus Egyháza vagy PCK), eredetüket visszavezetik az Egyesült Presbiteriánus Gyülekezetre, a hosszú és tekervényes viták és szakadások előttre. Az ellentmondások 1952-ben, a japán ereklyék körüli imádattal voltak kapcsolatosak. 1953-ban a második szakadás hullám a megerősödő teológiai liberalizmus miatt következett be. A harmadik azzal kapcsolatosan, hogy csatlakozzanak-e az Egyházak Világtanácsához, amely ellenzői szerint nyíltan szinkretista.
A koreai presbiteriánus felekezetek aktívak a missziós mezőn, ebben világviszonylatban másodikok az Egyesült Államok után. Sok koreai presbiteriánus van az Egyesült Államokban, vagy saját egyházat alkotva, vagy részt véve egy előzőleg is létező egyházban, mint pl. Ausztráliában, Új- Zélandon vagy akár még muszlim országokban is, mint Szaúd-Arábiában, ahol sok a koreai bevándorló.

#### Kína
Kína szárazföldjén Robert Morrison, egy skót presbiteriánus volt Kína első protestáns misszionáriusa 1807-ben. Robert Morrison 26 éves missziós tevékenységét nagyjából Kanton szomszédságában töltötte, itt fordította le és adta ki az Újtestamentumot kínaiul, írt kínai kátét a Westminsteri káté mintájára. Továbbá könyvet adott ki a kínai nyelvtanról, készített egy masszív kínai-angol szótárt, újságot indított, segédkezett egy kollégium alapításában. Munkássága végére is csupán 10 kínai megtértet ismert, de letette az alapokat, amin az őt követők építhettek.
Eleinte a presbiteriánus misszió is bizonyos kikötői körzetekre volt korlátozva, de Hudson Taylor híres előretörésével, illetve az ópium háborúkkal való politikai elfoglaltság alatt a misszionáriusok eléggé nyitottan dolgozhattak egész Kelet-Kínában, és a század végére Kína belsejébe is eljutottak. A jezsuita katolikus misszionáriusok már jelen voltak, tanításaik nehezen gyökereztek, ezért szinkretista módszerekkel próbálták Konfuciusz tanításait és egyéb bevett pogány szokásokat, bálványokat elfogadhatónak beállítani, botrányos trükkjeiket még egy későbbi pápa is elítélte. Ennek a hatására a kínaiak máig élesen megkülönböztetik a két irányzatot, így a protestáns vallást máig Krisztus vallásának vagy egyszerűbben mondva keresztyénségnek tartják, míg a katolicizmust ősi kultúrájukból ismert Menny Ura vallásának.
Később egyre többféle protestáns, és több nemzetiségű misszionárius jelent meg, akik olykor az európai kereskedelmi érdekekben is érdekeltek voltak, még ópium ügyben is. Majd a forradalmi Tajping királyságával is asszociálták őket, ahol az alapító Hong azt állította, hogy Ő Jézus Krisztus fiatalabbik kínai testvére. Ezek ellenére a protestáns misszió habár nem növekedett az előbbiekhez hasonló mértékben, de tovább terjedt, ahogy 1870 és 1940 között egyre több protestáns missziós társaság kezelte prioritásként Kínát. A kínai keresztyének kezdték idegenkedéssel kezelni a külföldi felekezetek atyáskodását, ebben az időben alakult meg az első bennszülött kínaiakból álló protestáns egyház, Kína Presbiteriánus Egyháza. Miután más felekezeteket is csatlakozásra hívtak, 1927-ben átnevezték Krisztus Kínai Egyházára.
A protestáns misszió összeomlása 1940-ben elképzelhetetlen volt, a kínai protestánsok száma elérte a félmilliót. Az 1911-1912 közötti Xinhai forradalom kínai köztársaságra váltotta a három évezredes dinasztikus uralmat, ahol a keresztyének a nyugati országokhoz hasonló szabadságokat élveztek, némelyek magas rangú pozíciókat is betöltöttek a kormányban. A jövő ígéretesnek tűnt, mivel közel negyed millió kínai iratkozott protestáns missziós iskolákba. Amerikai megfigyelők nyíltan arról értekeztek, hogy Kína keresztyén nemzetté alakul.
Mivel a 20. század fordulójával a teológiai liberalizmus meghódította nyugat-Európa protestáns felekezeteit, ennek a kínai missziók is megérezték a hatását. Bays szerint a liberális-konzervatív ellentét 1920 nyarán Kínában kezdődött megmutatkozni a különböző misszionáriusok ellentmondásos tanításai folytán (a biblia autoritását, magasfokú kritikáját, evolúciót és hasonlóakat illetően). 1930-ra a misszió megítélése annyira megromlott, hogy "csak a legmagabiztosabb amerikai fundamentalista missziók gondolták komolyan a külföldi missziók folytatásának a legitimitását." Ugyanakkor pünkösdisták kezdtek beáradni, és néhány különös, eltérő nézeteket valló mozgalom is indult belülről. Nyugati értelmiségiek között széleskörűen elfogadottá kezdett válni, hogy a kínaiaknak immunitásuk van a vallásra, és akadémikusok is egyetértettek Edgar Snow kijelentésével, miszerint "Kínában az ópium az emberek vallása", ezzel figyelmen kívül helyezve a milliónyi kínai keresztyénséget.
1949-ben a Kínai Kommunista Párt uralomra jutásával minden külföldit kiutasítottak és a nyilvános vallásos élet minden formáját beszüntették. Szociológusok között elterjedt nézet volt, hogy Kína hamarosan modell lesz a teljesen szekularizált, vallásosságon túllépett társadalomnak. 1966-ban brutális kampány indult a Maoista ortodoxiát nem vállalókkal szemben, így Mao kulturális forradalmában a vörös gárdisták fanatikus haragjának kiemelt célpontjává lettek a kínai hívők, a kínzásokat általában nem éltek túl, illetve újrastrukturálták őket egy az állam által felügyelt ernyőszervezetbe (TSPM), ami a protestáns keresztyénség egyedül megengedett hivatalos formája lett. 1970-re kívülről úgy tűnt, hogy sikerült a keresztyénséget minden egyéb vallással együtt eltörölni. Ennek ellenére a kínai protestánsok száma 5-szörösére növekedett 1966-tól 1978-ig, amikor Deng Xiaoping uralomra kerülésével egy reform időszak köszöntött Kínára, ami enyhítette az addigi vallást meg nem tűrő politikát. Rurális vidékeken folytatódott a növekedés az 1990-es évekig, ekkor a rurális vidékeken moderálódó növekedést jegyeztek, míg az urbánus, jobb oktatásban részesültek körében erősödő növekedést figyeltek meg. 2000-ben 89 millió keresztyént számláltak, 2008-ra pedig már 130 milliót.
Kínai szolgálatvezetők egyhangúlag és következetesen az egyház növekedésének, lelki épülésének a szükségét jelzik, főként ebben kérik a külföldi missziók segítségét. Ez a szükség akutan jelen van mindenhol, ahol Kínában az evangélium elterjedt. Történelmileg a presbiteriánusok mindig igyekeztek a biblikus ékes rend szerint felépíteni a gyülekezeteket, Kínában viszonylag kevés beiktatott kormányzó vagy tanító presbiter van, illetve a külföldi missziók számára tiltott is a helyi, be nem regisztrált gyülekezetekkel kapcsolatot felvenni vagy azt mélyíteni. Más részt pedig a kínai hívők nem élveznek olyan szabadságot, amelyben a Biblia irányvonalai mentén nyilvánosan szervezhetnék a gyülekezeteiket, vagyis az államilag kontrollárt TSPM gyülekezetek mellett nincs törvényes keret, hogy összegyűlhetnének, önszervezőkké válhatnának. Még ahol a bejegyzetlen egyházakat tolerálják is, a gyülekezetek közti kapcsolatokat, regionális presbitériumok létrejöttét vagy teológiai iskolák működtetését gyakran szabotálják a hatóságok, ha erre egyáltalán próbálkozás történne. Más részt a háború utáni amerikai evangelikalizmus is okolható a gyülekezetek fejlődésének elakadásával, amely hajlamos volt ezt a területét figyelmen kívül hagyni, mivel a nagyon individualista és pragmatikus evangéliumiak és pünkösdisták az egyházat, mint intézményt inkább csak lenézték és hiányosak voltak a biblikus, teológiai és történelmi perspektíváik, hogy megbecsüljék annak a helyét Isten megmentő tervében. Sok evangéliumi csoport csak az evangelizálási aktivitást tartotta szem előtt, idővel azonban meglátták a szükségét a hitéleti követésnek (follow-up) vagy tanítványságnak, amik a gyülekezet fejlődését segítik elő – mégis gyakran ezekre csak, mint luxusra tekintenek, amikről a környezet nehézségei miatt inkább lemondanak, mint, hogy Krisztus földi szolgálatától elválaszthatatlannak, tőle kapott küldetésnek tartanák az előremozdítását. Ilyen körülmények között fordult sok kínai gyülekezet vezető a református teológiához, illetve a presbiteriánus egyházkormányzás gazdag irodalmához, amiben a Bibliában gyökerező ekkléziológiát fedeztek fel. Ezekben a presbiteriánus tanításokban látják, hogy Isten választ ad a szembesült pasztorációs problémáikra, nem hagyja őket sötétben téblábolni, hogy, hogy kéne a gyülekezet szervezze magát a szolgálatra. Jelenleg egy jelentős reformáció folyik Kínában, ahol a figyelem az istentiszteletek mikéntjére, igehirdetés tisztaságára és a vezetés biblikusságára helyeződött, református szemináriumok jönnek létre az országban. Törvényen kívüli presbitériumok formálódnak és kommunikálnak egymással, igehirdetőket képeznek ki, vizsgáztatnak le és ültetnek a nyílt körforgásba.

#### Tajvan
A Tajvani Presbiteriánus Egyház a legnagyobb protestáns felekezet Tajvanon, 2009-es számlálás szerint 238 372 taggal. Az angol presbiteriánus misszionárius James Laidlaw Maxwell alapította 1865-ben. Kollégája a kanadai presbiteriánus missziótól George Leslie Mackay alapította a sziget első egyetemét és kórházát, valamint a tajvaáni minnan írásbeliségét is kialakította. Az angol és kanadai missziók 1912-ben csatlakoztak és alkották meg a Tajvani Presbiteriánus Egyházat. Egyike volt azoknak a kevés egyházaknak, amelynek engedélyezték a működését a Japán uralom alatt (1895–1945), gyors növekedésnek indult (1949–1987). A Tajvant demokráciára segítő elnök (1988–2000) Lee Teng-hui presbiteriánus.

#### India
A nagyjából keresztyén Mizoram indiai államban a presbiteriánus felekezet a legnépesebb. A régióban legelőbb walesi presbiteriánusok indítottak missziót 1894-ben.

### Óceánia

#### Ausztrália
Ausztráliában a presbiterianizmus a negyedik legnagyobb keresztyén felekezet, 2006-ban közel 600 000 ausztrál tartotta magát presbiteriánusnak. Több skót eredetű presbiteriánus egyház létesült, amelyek 1859 és 1901 között szövetséges formában Kelet Ausztrália Presbiteriánus Egyházként egyesültek, még az ír származású Református Presbiteriánus Egyház létezett a kolóniai időkben.
1977-ben az Ausztrál Presbiteriánus Egyház kétharmada csatlakozott a metodista és kongregacionalista egyházakkal, így alkotva az Egyesülő Ausztráliai Egyházat.
A fennmaradó egyharmad kulturális kötődésből, de inkább konzervatív teológiai szemléletük miatt maradtak külön. Az 1974-től bevezetett női lelkészséget 1991-ben visszavonták, hasonlóan az 1960-as években bevezetett női presbiteri tisztségeket bevezető rendelkezéseket is visszavonták minden államban Új Dél Wales kivételével. Az egyház teológiája jelenleg általánosan konzervatív és református. 1950 óta több kisebb presbiteriánus felekezet alakult migráció vagy az eltérő nézetek miatt.

#### Új-Zéland
Új-Zélandon Otago-ban és Southland-en a presbiteriánus felekezet domináns, ami nagyban annak köszönhető, hogy a régió gazdag a skót örökségben. Eredetileg két ága volt a presbiterianizmusnak, amelyek Aotearoa Új-Zéland Presbiteriánus Egyházként egyesültek 1901-ben. Egy teológiailag konzervatív vonalat képviselő csoport 2002-ben vált ki belőle Új-Zélandi Kegyelem Presbiteriánus Egyház néven, 22 gyülekezettel Új-Zéland szerte.

#### Vanuatu (Új-Hebridák)
A Vanuatu-i Presbiteriánus Egyház az ország legnépesebb felekezete, ami a népesség közel egyharmadát jelenti. Skót misszionáriusok által alakult a VPE. A presbiteriánus egyház volt az egyetlen felekezet, amely teológiai szemináriumot létesített és a Ni-Vanuatu népesség oktatására koncentrált.

### Kontinentális Európa
A presbiteriánus megnevezést nem viselő református egyházak hitvallásaikban a presbiteriánussal azonos nézeteket vallanak, egyházkormányzásuk is általánosan presbiteriánus. A presbiteriánus egyházak inkább csak az immigráció (főleg skótok) révén képviseltették magukat. A liberális teológia 20. századi európai térhódítása után hitvalló presbiteriánus missziók indultak a térségben (főként amerikai és koreai), tehát megnevezésükben presbiteriánus egyházak tekintetében többnyire csak kisebb és hitvalló presbiteriánus egyházak jellemzőek a térségben.

#### Magyar vonatkozások
Történelmileg a 16-17. századbeli felső tiszavidéki református egyházak álltak a legközelebb a presbiterianizmushoz, 1734-ig vonakodtak a püspöki vagy szuperintendensi hivatalt elfogadni.
Tolnai Dali Jánossal 1638-ban alakult a Londoni Liga, melynek szövetségét 15 Angliában tanuló magyar diák alkotta, 1638. február 9-én szövegezték meg angol és skót mintára, Formula Singularitatis címmel. Elsősorban egymás lelki építése és vigyázására szövetkeztek, de szívügyük volt a magyar református egyház megújulása is a presbiteriánus eszmeiségnek megfelelően. Ő és társai holland és angol minták, gyakorlat után – de a kálvini reformáció tanításaihoz is híven – nem tartották helyesnek a püspök-esperesi egyházkormányzati rendszert. Sürgették a presbiteri szervezet bevezetését, mint az egyház igazi lényegével megegyezőt. A mozgalom, reformációs törekvés nagy területre kiterjedt. Az ellenállás egyik oka az volt, hogy Tolnait és társait általában felforgatóknak tartották. A másik ok viszont a „rendi gondolkodásmóddal” járt együtt, mert a keleti részeken még mindig nagy számban levő református fő- és köznemesség hallani sem akart arról, hogy az egyház ügyeinek intézésébe beleszóljanak a „parasztságból esetleg választott presbiterek”, akik velük együtt tanácskozhassanak, vagy éppen rajtuk fegyelmet is gyakoroljanak. A nemesség félt, hogy ártana az arisztokráciának, polgárháború törne ki.
A debreceni zsinat elhatározta, hogy az egyetemekről hazajövő ifjak csak akkor juthatnak hivatalhoz, ha felesküsznek, hogy semmi újítást nem kezdenek az egyházban. Tolnait és társait 1646-ban hivatalukból felfüggesztették. Az anglikán egyházhoz hasonlóan dőlt el a presbiterianizmus sorsa a szatmári zsinaton (1646), a korábbi egyházi szokásokat megerősítették, a “botrányos” puritán szó használatát is megtiltották. Tolnai Dali János kitartott, új társakra talált, akikkel házi istentiszteleteket és imaórákat tartottak. Ők kezdték először énekelni Szenczi Molnár Albert zsoltárait, az akkori ébredési énekeket.
A mozgalomnak a század második felében olyan kiváló magyar képviselői voltak, mint Apáczai Csere János, Komáromi Csipkés György, Köleséri Sámuel, Pápai Páriz Ferenc, Misztótfalusi Kis Miklós és Bethlen Miklós (kancellár). A Sárospatak mellett Debrecenben, Váradon és Erdélyben is otthonra találó lelki megújulásnak nem csekély szerepe volt abban, hogy a rekatolizáció ellenére a magyar reformátusság egyáltalán fenn tudott maradni. Gyakorlati jellegénél fogva pedig a puritanizmus, mint magatartás- és kegyességi forma túlmutatott a 17. századon. Nyomai egészen a 20. századig tovább éltek, különösen a családi, egyéni hitélet terén. Számos neves magyar író életszemléletére is hatással volt, úgymint: Arany János, Jókai Mór, Móricz Zsigmond, Németh László.
A Magyar Református Egyház kb. a 16. század közepétől az episzkopalizmust (hierarchikus püspöki rendszer) megtartotta, ezzel máig különc helyet foglalva el a református egyházak között. A puritánok belső elfojtása után a presbiterianizmusra magyar viszonylatban már csak kisebb és elkülönülő próbálkozások történtek:
- A Skót Missziót hazánkba hozó John Duncan 1841-ben jött Pestre, lesújtó véleménye alakult ki a magyarországi protestánsok lelki életéről, ezért egy önálló presbiteriánus gyülekezetet hozott létre a Széna téri gyülekezet mellett, amely elsősorban külföldiek számára és zsidók evangelizálására alakult.[25]
- 1928-ban Dr. Gyenge János nagyváradi református lelkész alapította „Romániai magyar presbyterianus egyház” állami elismerést nyert, de már 1931-ben kompromisszumra jutott.[26]
- Több magyar diaszpóra felhagyott a püspökség hagyományával, és egyházuk megnevezésében is felvette a presbiteriánus jelzőt (főként az Egyesült Államokban).

## Fordítás
- Ez a szócikk részben vagy egészben  a   Presbyterianism című angol Wikipédia-szócikk fordításán alapul.  Az eredeti cikk szerkesztőit annak laptörténete sorolja fel. Ez a jelzés csupán a megfogalmazás eredetét és a szerzői jogokat jelzi, nem szolgál a cikkben szereplő információk forrásmegjelöléseként.